# 200 mètres 4 nages féminin aux Jeux olympiques d'été de 2012
Navigation
Pékin 2008 Rio de Janeiro 2016
L'épreuve de 200 m 4 nages femmes des Jeux olympiques d'été de 2012 s'est déroulée les 30 et le 31 juillet au London Aquatics Centre.

## Qualification
Pour participer à cette épreuve, les temps de qualification étaient de 2 min 13 s 36 pour le temps de qualification olympique (TQO) et de 2 min 18 s 03 pour le temps de sélection olympique (TSO) qui devaient être effectués entre le 1er mars 2011 et le 18 juin 2012. Un comité national olympique (CNO) pouvait inscrire 2 nageuses si elles faisaient le TQO et 1 nageuse si elle effectuait le TSO. Les CNO pouvaient inscrire des nageurs indépendamment du temps (1 nageur par sexe sur l'ensemble des épreuves) s'ils n'avaient pas de nageurs qui avaient réussi les temps de qualification nécessaires.

## Records
Avant cette compétition, les records dans cette discipline étaient les suivants :
| Record du monde  | 2 min 06 s 15 | Ariana Kukors  | États-Unis | 27 juillet 2009 | Rome (Italie) | ,     |
| Record olympique | 2 min 08 s 45 | Stephanie Rice | Australie  | 13 août 2008    | Pékin (Chine) | [ 4 ] |

## Médaillés
| Or        | Argent        | Bronze           |
| Ye Shiwen | Alicia Coutts | Caitlin Leverenz |

## Résultats

### Finale (31 juillet au soir)
| Rang                                | Ligne | Nom              | Nationalité     | Temps         | Notes   |
| ----------------------------------- | ----- | ---------------- | --------------- | ------------- | ------- |
| Médaille d'or, Jeux olympiques      | 5     | Ye Shiwen        | Chine           | 2 min 07 s 57 | RO, RAS |
| Médaille d'argent, Jeux olympiques  | 3     | Alicia Coutts    | Australie       | 2 min 08 s 15 |         |
| Médaille de bronze, Jeux olympiques | 4     | Caitlin Leverenz | États-Unis      | 2 min 08 s 95 |         |
| 4                                   | 8     | Stephanie Rice   | Australie       | 2 min 09 s 55 |         |
| 5                                   | 6     | Ariana Kukors    | États-Unis      | 2 min 09 s 83 |         |
| 6                                   | 2     | Kirsty Coventry  | Zimbabwe        | 2 min 11 s 13 |         |
| 7                                   | 7     | Hannah Miley     | Grande-Bretagne | 2 min 11 s 29 |         |
| 8                                   | 1     | Katinka Hosszú   | Hongrie         | 2 min 14 s 19 |         |

Nota : À l'issue de cette finale, le record olympique est battu par Ye Shiwen.

### Demi-finales (30 juillet au soir)

#### Demi-finale 1
| Rang | Ligne | Nom                    | Nationalité     | Temps         | Notes |
| ---- | ----- | ---------------------- | --------------- | ------------- | ----- |
| 1    | 5     | Katinka Hosszú         | Hongrie         | 2 min 10 s 74 | Q     |
| 2    | 2     | Hannah Miley           | Grande-Bretagne | 2 min 10 s 89 | Q     |
| 3    | 4     | Kirsty Coventry        | Zimbabwe        | 2 min 10 s 93 | Q     |
| 4    | 6     | Evelyn Verrasztó       | Hongrie         | 2 min 11 s 53 |       |
| 5    | 3     | Mireia Belmonte García | Espagne         | 2 min 11 s 54 |       |
| 6    | 7     | Amit Ivry              | Israël          | 2 min 13 s 31 |       |
| 7    | 1     | Izumi Kato             | Japon           | 2 min 14 s 47 |       |
| 8    | 8     | Joanna Melo            | Brésil          | 2 min 14 s 74 |       |

#### Demi-finale 2
| Rang | Ligne | Nom                  | Nationalité | Temps         | Notes |
| ---- | ----- | -------------------- | ----------- | ------------- | ----- |
| 1    | 4     | Ye Shiwen            | Chine       | 2 min 08 s 39 | Q, RO |
| 2    | 3     | Alicia Coutts        | Australie   | 2 min 09 s 83 | Q     |
| 3    | 5     | Caitlin Leverenz     | États-Unis  | 2 min 10 s 06 | Q     |
| 4    | 6     | Ariana Kukors        | États-Unis  | 2 min 10 s 08 | Q     |
| 5    | 2     | Stephanie Rice       | Australie   | 2 min 10 s 80 | Q     |
| 6    | 1     | Li Jiaxing           | Chine       | 2 min 12 s 69 |       |
| 7    | 7     | Theresa Michalak     | Allemagne   | 2 min 13 s 24 |       |
| 8    | 8     | Beatriz Gomez Cortes | Espagne     | 2 min 15 s 12 |       |

### Séries (30 juillet le matin)
| Rang | Série | Ligne | Nom                     | Nationalité        | Temps         | Notes |
| ---- | ----- | ----- | ----------------------- | ------------------ | ------------- | ----- |
| 1    | 5     | 4     | Ye Shiwen               | Chine              | 2 min 08 s 90 | Q     |
| 2    | 5     | 6     | Kirsty Coventry         | Zimbabwe           | 2 min 10 s 51 | Q     |
| 3    | 4     | 5     | Caitlin Leverenz        | États-Unis         | 2 min 10 s 63 | Q     |
| 4    | 4     | 3     | Katinka Hosszú          | Hongrie            | 2 min 10 s 68 | Q     |
| 5    | 4     | 4     | Alicia Coutts           | Australie          | 2 min 10 s 74 | Q     |
| 6    | 3     | 5     | Mireia Belmonte García  | Espagne            | 2 min 11 s 73 | Q     |
| 7    | 3     | 4     | Ariana Kukors           | États-Unis         | 2 min 11 s 94 | Q     |
| 8    | 3     | 6     | Evelyn Verrasztó        | Hongrie            | 2 min 12 s 17 | Q     |
| 9    | 5     | 5     | Stephanie Rice          | Australie          | 2 min 12 s 23 | Q     |
| 10   | 5     | 3     | Hannah Miley            | Grande-Bretagne    | 2 min 12 s 27 | Q     |
| 11   | 3     | 2     | Theresa Michalak        | Allemagne          | 2 min 12 s 75 | Q     |
| 12   | 3     | 1     | Amit Ivry               | Israël             | 2 min 13 s 29 | Q     |
| 13   | 3     | 7     | Li Jiaxing              | Chine              | 2 min 13 s 43 | Q     |
| 14   | 5     | 2     | Izumi Kato              | Japon              | 2 min 13 s 85 | Q     |
| 15   | 4     | 2     | Beatriz Gomez Cortes    | Espagne            | 2 min 13 s 93 | Q     |
| 16   | 3     | 8     | Joanna Melo             | Brésil             | 2 min 14 s 26 | Q     |
| 17   | 3     | 3     | Erica Morningstar       | Canada             | 2 min 14 s 32 |       |
| 18   | 2     | 5     | Ganna Dzerkal           | Ukraine            | 2 min 14 s 55 |       |
| 19   | 2     | 4     | Lisa Zaiser             | Autriche           | 2 min 14 s 56 |       |
| 20   | 5     | 7     | Stina Gardell           | Suède              | 2 min 14 s 70 |       |
| 21   | 4     | 6     | Sophie Allen            | Grande-Bretagne    | 2 min 14 s 72 |       |
| 22   | 2     | 7     | Sycerika McMahon        | Irlande            | 2 min 14 s 76 |       |
| 23   | 4     | 7     | Choi Hye-Ra             | Corée du Sud       | 2 min 14 s 91 |       |
| 24   | 4     | 1     | Katheryn Meaklim        | Afrique du Sud     | 2 min 15 s 25 |       |
| 25   | 2     | 3     | Ranohon Amanova         | Ouzbékistan        | 2 min 15 s 37 |       |
| 26   | 5     | 1     | Natalie Wiegersma       | Nouvelle-Zélande   | 2 min 16 s 24 |       |
| 27   | 2     | 2     | Erica Dittmer           | Mexique            | 2 min 16 s 54 |       |
| =28  | 2     | 6     | Eyglo Osk Gustafsdottir | Islande            | 2 min 16 s 81 |       |
| =28  | 1     | 4     | Katarina Listopadova    | Slovaquie          | 2 min 16 s 81 |       |
| 30   | 2     | 1     | Kim Daniela Pavlin      | Croatie            | 2 min 17 s 17 |       |
| 31   | 1     | 3     | Cheng Wan-Jung          | Taipei chinois     | 2 min 17 s 39 |       |
| 32   | 4     | 8     | Barbora Zavadova        | République tchèque | 2 min 17 s 54 |       |
| 33   | 1     | 5     | Emilia Pikkarainen      | Finlande           | 2 min 17 s 66 |       |
| 34   | 5     | 8     | Ekaterina Andreeva      | Russie             | 2 min 17 s 84 |       |